# Alírezá Faghání
Alírezá Faghání (* 21. března 1978) je íránský fotbalový rozhodčí, který několik sezón působil v Pro League Perského zálivu a od roku 2008 je na seznamu FIFA. Faghání soudcoval důležité zápasy, jako je finále Ligy mistrů AFC 2014, finále Asijského poháru AFC 2015, finále Světového poháru klubů FIFA 2015, finálový zápas olympijského turnaje v roce 2016. Rozhodoval zápasy v Lize 1 2017, Konfederačním poháru FIFA 2017, Mistrovství světa ve fotbale 2018 v Rusku a Asijském poháru AFC 2019. Faghání se v září 2019 přestěhoval do Austrálie, kde působí v místní A-League.

## Mládí
Narodil se 21. března 1978 v Kašmaru, městě nedaleko Mašhadu. Jeho přezdívka je Behrooz (بهروز). Jeho otec, Mohammad Faghání (محمد فغانی) byl také fotbalový rozhodčí. Má mladšího bratra jménem Mohammadrezá, který píská ve Švédsku.
Faghání byl součástí mládežnického týmu Bank Melli a také hrál za Shahab Khodro, Etka a Niroye Zamini. Hrál také v íránské Lize 2, což je třetí nejvyšší íránská fotbalová soutěž. Nakonec se však rozhodl být fotbalovým rozhodčím.

## Kariéra rozhodčího
Faghání se stal rozhodčím FIFA v roce 2008, pouhý rok poté, co působil v nejvyšší lize v Íránu. Po pouhém roce mezinárodních zkušeností se Faghání ujal soudcování finále Poháru prezidenta AFC 2009, které se hrálo mezi kluby Regar-TadAZ Tursunzoda a Dordoi-Dynamo Naryn (hosté vyhráli 2:0). O rok později měl opět na starosti ještě důležitější finále v AFC Challenge Cupu 2010, protože vítěz se kvalifikoval na Asijský pohár AFC 2011. Ve 32. minutě dal severokorejskému obránci červenou kartu, ale Severní Korea přesto porazila Turkmenistán na penalty.
Byl jmenován čtvrtým rozhodčím pro zahajovací zápas Mistrovství světa ve fotbale 2014 mezi Brazílií a Chorvatskem. V roce 2014 také rozhodoval finále Ligy mistrů AFC mezi Al-Hilal a Western Sydney Wanderers. Je také jedním z rozhodčích Asijského poháru AFC 2015, kde soudcoval první zápas ve skupině B mezi Saúdskou Arábií a Čínou, který skončil 0:1. Faghání nařídil proti Číně pokutový kop, ale Naif Hazazi penaltu neproměnil.
V roce 2015 byl jmenován rozhodčím finále Asijského poháru AFC, ve kterém se utkaly Jižní Korea a Austrálie. Soudcoval rovněž finále Mistrovství světa klubů FIFA 2015 mezi kluby River Plate a FC Barcelona. Byl také rozhodčím ve finále indické Super League 2016 mezi Kerala Blasters a ATK. Snad nejdůležitější zápas, ve kterém byl hlavním rozhodčím, představovalo finálové utkání olympijského fotbalového turnaje v roce 2016 mezi hostitelskou Brazílií a Německem.
Faghání byl rozhodčím v šesti zápasech Ligy 1 2017 v Indonésii a dvou zápasech Konfederačního poháru FIFA 2017 v Rusku.
Faghání byl jmenován rozhodčím pro Mistrovství světa ve fotbale 2018 v Rusku. Po skončení osmifinále bylo oznámeno, že Faghání je jedním ze 17 rozhodčích, kteří mají soudcovat zbytek turnaje.
Byl také rozhodčím finále AFF Championship 2018 mezi Vietnamem a Malajsií ve 2. poločase. Dne 5. prosince 2018 bylo oznámeno, že Faghání byl jmenován rozhodčím na Asijském poháru AFC 2019 ve Spojených arabských emirátech.
V roce 2019 se s rodinou přestěhoval z Íránu do Austrálie, kde podepsal smlouvu na plný úvazek s A-League.

## Zápasy

### Mistrovství světa ve fotbale
| Mistrovství světa ve fotbale 2018 – Rusko | Mistrovství světa ve fotbale 2018 – Rusko | Mistrovství světa ve fotbale 2018 – Rusko | Mistrovství světa ve fotbale 2018 – Rusko |
| Datum                                     | Zápas                                     | Místo                                     | Fáze                                      |
| ----------------------------------------- | ----------------------------------------- | ----------------------------------------- | ----------------------------------------- |
| 17. června 2018                           | Německo – Mexiko                          | Moskva                                    | Základní skupina                          |
| 27. června 2018                           | Srbsko – Brazílie                         | Moskva                                    | Základní skupina                          |
| 30. června 2018                           | Francie – Argentina                       | Kazaň                                     | Osmifinále                                |
| 14. července 2018                         | Belgie – Anglie                           | Petrohrad                                 | Zápas o 3. místo                          |

| Mistrovství světa ve fotbale 2022 – Katar | Mistrovství světa ve fotbale 2022 – Katar | Mistrovství světa ve fotbale 2022 – Katar | Mistrovství světa ve fotbale 2022 – Katar | Mistrovství světa ve fotbale 2022 – Katar | Mistrovství světa ve fotbale 2022 – Katar | Mistrovství světa ve fotbale 2022 – Katar |
| Fáze                                      | Datum                                     | Tým 1                                     | Skóre                                     | Tým 2                                     |                                           |                                           |
| ----------------------------------------- | ----------------------------------------- | ----------------------------------------- | ----------------------------------------- | ----------------------------------------- | ----------------------------------------- | ----------------------------------------- |
| Základní skupina G                        | 24. listopadu 2022                        | Brazílie                                  | 2 : 0                                     | Srbsko                                    | 3 (0+3)                                   | 0                                         |

### Konfederační pohár FIFA
| Konfederační pohár FIFA 2017 – Rusko | Konfederační pohár FIFA 2017 – Rusko | Konfederační pohár FIFA 2017 – Rusko | Konfederační pohár FIFA 2017 – Rusko |
| Datum                                | Zápas                                | Místo                                | Fáze                                 |
| ------------------------------------ | ------------------------------------ | ------------------------------------ | ------------------------------------ |
| 22. června 2017                      | Německo – Chile                      | Kazaň                                | Základní skupina                     |
| 27. června 2017                      | Portugalsko – Chile                  | Kazaň                                | Semifinále                           |

### Letní olympijské hry
| Letní olympijské hry 2016 – Rio de Janeiro | Letní olympijské hry 2016 – Rio de Janeiro | Letní olympijské hry 2016 – Rio de Janeiro | Letní olympijské hry 2016 – Rio de Janeiro |
| Datum                                      | Zápas                                      | Místo                                      | Fáze                                       |
| ------------------------------------------ | ------------------------------------------ | ------------------------------------------ | ------------------------------------------ |
| 4. srpna 2016                              | Německo – Mexiko                           | Salvador                                   | Základní skupina                           |
| 10. srpna 2016                             | Dánsko – Brazílie                          | Salvador                                   | Základní skupina                           |
| 20. srpna 2016                             | Německo – Brazílie                         | Rio de Janeiro                             | Finále                                     |

### Asijský pohár
| Asijský pohár 2015 – Austrálie | Asijský pohár 2015 – Austrálie | Asijský pohár 2015 – Austrálie | Asijský pohár 2015 – Austrálie |
| Datum                          | Zápas                          | Místo                          | Fáze                           |
| ------------------------------ | ------------------------------ | ------------------------------ | ------------------------------ |
| 10. ledna 2015                 | Saúdská Arábie – Čína          | Brisbane                       | Základní skupina               |
| 13. ledna 2015                 | Kuvajt – Jižní Korea           | Canberra                       | Základní skupina               |
| 16. ledna 2015                 | Irák – Japonsko                | Brisbane                       | Základní skupina               |
| 23. ledna 2015                 | Japonsko – SAE                 | Sydney                         | Čtvrtfinále                    |
| 31. ledna 2015                 | Jižní Korea – Austrálie        | Sydney                         | Finále                         |

| Asijský pohár 2019 – Spojené arabské emiráty | Asijský pohár 2019 – Spojené arabské emiráty | Asijský pohár 2019 – Spojené arabské emiráty | Asijský pohár 2019 – Spojené arabské emiráty |
| Datum                                        | Zápas                                        | Místo                                        | Fáze                                         |
| -------------------------------------------- | -------------------------------------------- | -------------------------------------------- | -------------------------------------------- |
| 9. ledna 2019                                | Japonsko – Turkmenistán                      | Abú Zabí                                     | Základní skupina                             |
| 20. ledna 2019                               | Jordánsko – Vietnam                          | Dubaj                                        | Osmifinále                                   |

### Mistrovství světa ve fotbale klubů
| Mistrovství světa ve fotbale klubů 2013 – Maroko | Mistrovství světa ve fotbale klubů 2013 – Maroko | Mistrovství světa ve fotbale klubů 2013 – Maroko | Mistrovství světa ve fotbale klubů 2013 – Maroko |
| Datum                                            | Zápas                                            | Místo                                            | Fáze                                             |
| ------------------------------------------------ | ------------------------------------------------ | ------------------------------------------------ | ------------------------------------------------ |
| 14. prosince 2013                                | Raja Casablanca – Monterrey                      | Agádír                                           | Čtvrtfinále                                      |
| 21. prosince 2013                                | Guangzhou Evergrande – Atlético Mineiro          | Marrákeš                                         | Zápas o 3. místo                                 |

| Mistrovství světa ve fotbale klubů 2015 – Japonsko | Mistrovství světa ve fotbale klubů 2015 – Japonsko | Mistrovství světa ve fotbale klubů 2015 – Japonsko | Mistrovství světa ve fotbale klubů 2015 – Japonsko |
| Datum                                              | Zápas                                              | Místo                                              | Fáze                                               |
| -------------------------------------------------- | -------------------------------------------------- | -------------------------------------------------- | -------------------------------------------------- |
| 16. prosince 2015                                  | América – TP Mazembe                               | Ósaka                                              | Zápas o 3. místo                                   |
| 20. prosince 2015                                  | River Plate – Barcelona                            | Jokohama                                           | Finále                                             |

## Ocenění
- Íránský rozhodčí roku: 2011, 2015, 2017
- Asijský rozhodčí roku: 2016, 2018